# ماساهارو تاجوشى
ماساهارو تاجوشى (بالكانا: たぐち まさはる) هو سباح ياباني، ولد في 9 يناير 1916 في كيوتو في اليابان، وتوفي في 29 يونيو 1982.

## روابط خارجية
- ماساهارو تاجوشى على موقع أوليمبيديا (الإنجليزية)